# Polacy w Wehrmachcie

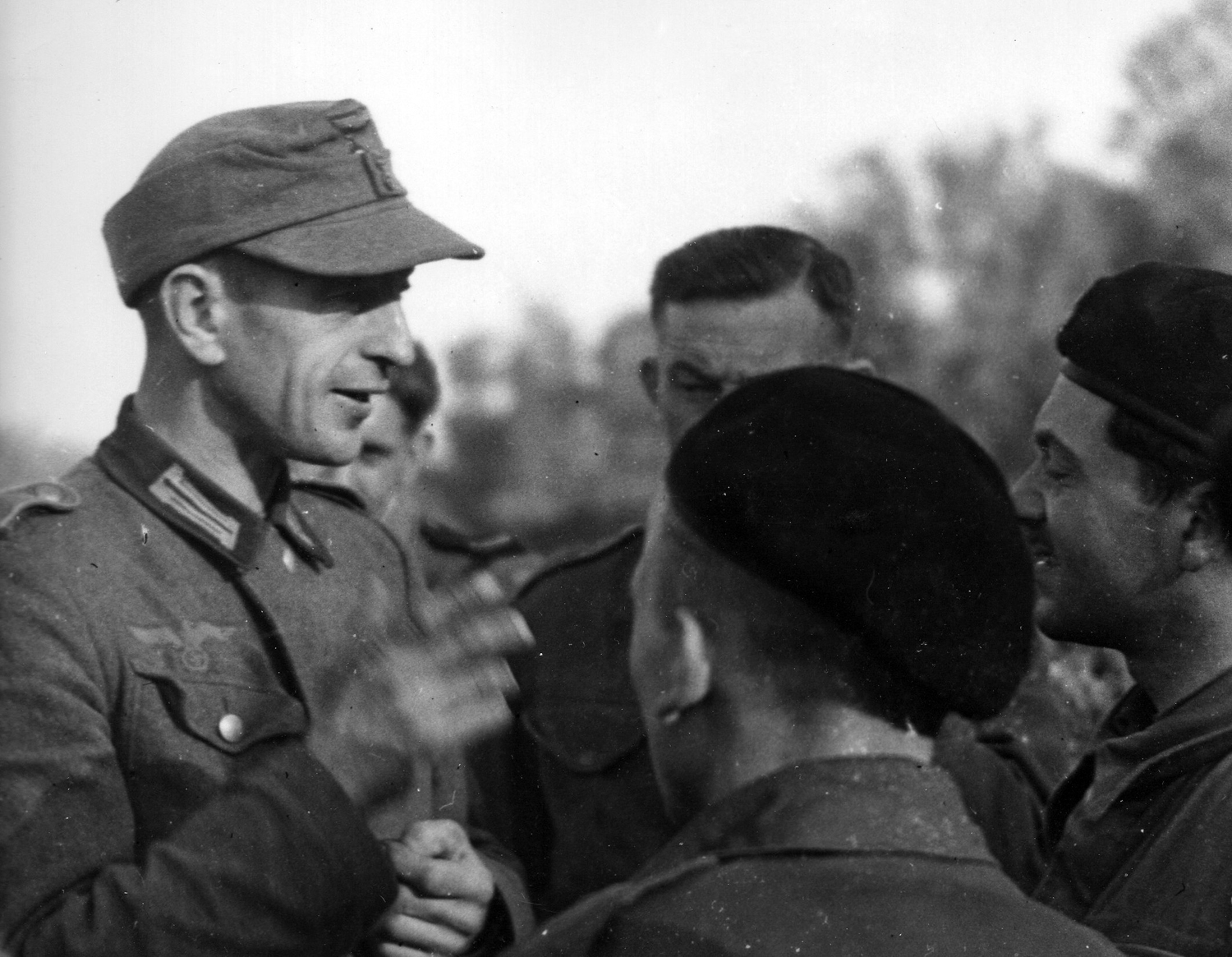
Przymusowo wcielony do Wehrmachtu Polak rozmawia z żołnierzami 1 Dywizji Pancernej gen. Stanisława Maczka. Normandia, 1944.

Polacy w Wehrmachcie – żołnierze polskiego pochodzenia lub posiadający obywatelstwo polskie, wcieleni w szeregi niemieckiego Wehrmachtu w okresie II wojny światowej w latach 1939–1945.

## Pochodzenie poborowych
Polaków służących w Wehrmachcie pod względem pochodzenia można podzielić na trzy grupy:
- Do pierwszej grupy należeli przedwojenni obywatele pochodzenia niemieckiego posiadający polskie obywatelstwo – mniejszość niemiecka.
- Do drugiej – Ślązacy, Pomorzanie oraz Wielkopolanie, którzy zostali zaliczeni przez Niemców do tzw. Wasserpolen, zamieszkujących ziemie polskie anektowane przez Rzeszę Wielkoniemiecką w 1939 roku – część Górnego Śląska, Pomorze i Wielkopolskę.
- Trzecia grupa obejmowała obywateli niemieckich narodowości polskiej, którzy należeli do mniejszości polskiej w Niemczech zamieszkałej na terenie państwa niemieckiego, a także mniejszość polską mieszkającą na terenie Zaolzia i Wolnego Miasta Gdańska, które po 1939 zostały włączone w skład Rzeszy Wielkoniemieckiej tzw. III Rzeszy.

## Wpisy na Niemiecką Listę Narodową i przymusowa rekrutacja do wojska
Polacy zamieszkali przed wojną w Niemczech posiadający obywatelstwo niemieckie podlegali obowiązkowi służby wojskowej w niemieckim wojsku w tym samym zakresie co inni obywatele Rzeszy Wielkoniemieckiej. Obowiązek ten dotyczył zarówno osób pochodzenia polskiego identyfikujących się z państwem niemieckim oraz ideologią nazistowską, jak i członków różnych organizacjach polonijnych działających w okresie międzywojennym na terenie Niemiec i przeciwstawiających się nazistom, jak np. Związek Polaków w Niemczech, często wcielanych do niemieckiego wojska przymusowo. Jednymi z pierwszych przymusowo wcielonych do Wehrmachtu członkami mniejszości polskiej w Niemczech była grupa maturzystów polskiego gimnazjum w Kwidzynie, spacyfikowanego 25 sierpnia 1939 roku przez Gestapo.
Wkrótce po rozpoczęciu wojny poborem do Wehrmachtu objęto Polaków – obywateli Wolnego Miasta Gdańska. Pierwszy pobór przeprowadzono już w 1940 roku. W pierwszym rzędzie brano do armii niemieckiej tych, którzy przed wybuchem wojny nie odgrywali aktywnej roli w polskim życiu społeczno-politycznym w Gdańsku. Mieszkańców polskiej części Górnego Śląska, którzy od samego początku deklarowali się jako Niemcy również objęto poborem wiosną 1940.
Kolejną grupę wcielaną do armii niemieckiej stanowili przedwojenni obywatele Rzeczypospolitej Polskiej z terenów wcielonych do Rzeszy Wielkoniemieckiej, jak Pomorze, Śląsk czy Wielkopolska. Szczególnie dotyczyło to osób nazywanych przez Niemców „Wasserpolen” (dosł. rozwodnieni Polacy), których w ramach tzw. planu Generalplan Ost przeznaczono do germanizacji – Kaszubów oraz Ślązaków.
Po ogłoszeniu rozporządzenia o Niemieckiej Liście Narodowej (niem. Deutsche Volksliste, skrót DVL, pot. Volkslista) z 4 marca 1941 r., dotyczącego określenia stopnia przynależności państwowej mieszkańców z terenów wcielonych do Rzeszy, pobór Polaków ze Śląska, Wielkopolski i Pomorza nabrał charakteru masowego. Komisje rozpatrujące wnioski o przyznanie wobec poszczególnych grup ludności Niemieckiej Listy Narodowej miały obowiązek przekazać wojskowym komendom uzupełnień spisy mężczyzn, którzy podlegali służbie wojskowej.
Na podstawie rozporządzenia Heinricha Himmlera oraz reskryptu z 13 marca 1941 roku Oberkommando der Wehrmacht wydało 2 października 1942 r. dekret dotyczący zasad pełnienia służby wojskowej przez osoby wpisane do III grupy Niemieckiej Listy Narodowej. Zgodnie z nim osoby powołane do wojska przed wpisaniem na listę miały być zwolnione od pełnienia służby wojskowej, jeżeli decyzja komisji do spraw Niemieckiej Listy Narodowej okazała się odmowna. Zwolnienie przysługiwało również wtedy, jeżeli jedno z rodziców poborowego lub oboje zostali zakwalifikowani do IV grupy.
Na Pomorzu i Górnym Śląsku, gdzie liberalne podejście gauleitera Gdańska i Prus Zachodnich Alberta Forstera oraz gauleitera Górnego Śląska Fritza Brachta do zagadnienia DVL podchodzono liberalnie, masowe nadanie obywatelstwa niemieckiego spowodowało także masowy pobór do Wehrmachtu. Inaczej było w Wielkopolsce i Prusach Wschodnich, gdzie represyjne podejście namiestnika Kraju Warty Arthura Greisera i gauleitera Prus Wschodnich Ericha Kocha poskutkowało stosunkowo mniejszą powołań ludności polskiej do Wehrmachtu.
Według stanu na 1 października 1943 r. w rejencji katowickiej liczba mieszkańców wpisanych na Deutsche Volksliste sięgnęła 90%, ale na Śląsku Cieszyńskim było to 205 300 osób (tzn. 69%):
- DVL Gruppe 1 – 3 tys. osób,
- DVL Gruppe 2 – 22 tys. osób,
- DVL Gruppe 3 – 180 tys. osób,
- DVL Gruppe 4 – 300 osób,
- 4900 osób czekało na rozpatrzenie podania o zapis[6].

Wspomnienia i relacje mieszkańców ziem wcielonych do Rzeszy zgodnie podają, że otrzymanie karty powołania do Wehrmachtu traktowane było jako największe nieszczęście i najbardziej uciążliwa konsekwencja podpisania volkslisty. Szczególną grozę budziła zwłaszcza perspektywa skierowania na front wschodni. Ostatnie dni przed wyjazdem do garnizonów wojskowych były czasem dramatycznych pożegnań z rodziną i znajomymi. W czasie odjazdów poborowych do jednostek wojskowych często śpiewano polskie i regionalne pieśni patriotyczne i religijne. Dochodziło do bójek między poborowymi a policją.

### Górny Śląsk

Gerard Cieślik

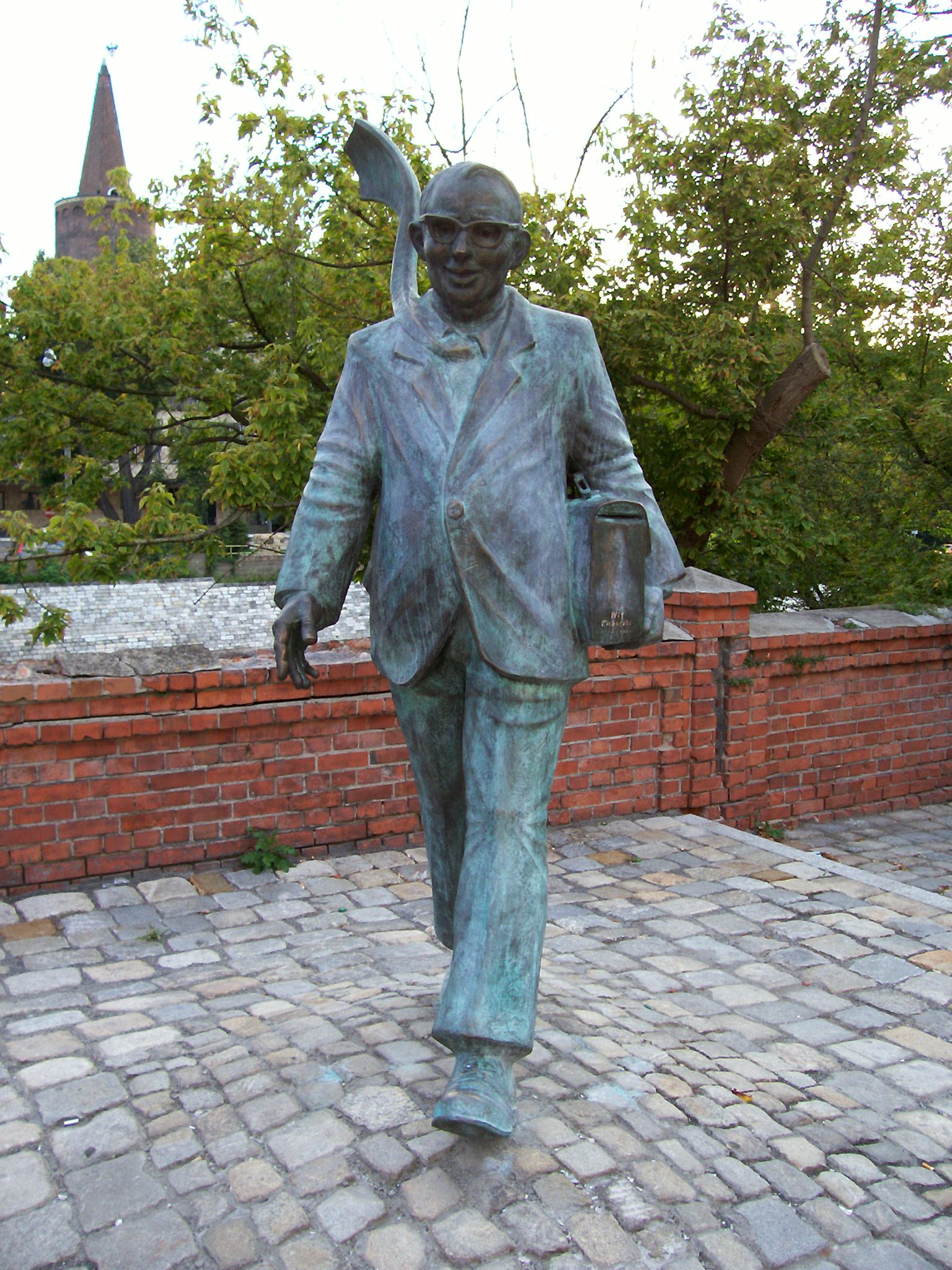
Karol Musioł

Cały polski Górny Śląsk przyłączono do III Rzeszy w 1939 r., w wyniku czego ludność tam mieszkająca została odgórnie uznana za jedną z niemieckich grup narodowościowych. W końcu 1940 r. rozpoczął się także pobór Ślązaków dobrowolnie zapisanych na volkslistę. Kilkutysięczna grupa poborowych trafiła m.in. do Afrika Korps. Wraz z wybuchem wojny między III Rzeszą a ZSRR od 1941 r. Ślązacy trafiali także na front wschodni.
Pod koniec wojny Niemcy do służby wcielać zaczęli nawet powstańców śląskich i weteranów kampanii wrześniowej z polskiego wojska, którzy przyjmowali propozycję podpisania volkslisty i zwalniani byli z obozów jenieckich. Szacuje się, że łącznie, do końca wojny, powołano do hitlerowskiej armii około 180–220 tys. Górnoślązaków, z których poległo około 40 tys., a drugie tyle odniosło ciężkie rany. W całej tej grupie blisko 10% rekrutów stanowili ochotnicy.
Większość weteranów Wehrmachtu została jednak wcielona wbrew ich woli na podstawie odgórnych decyzji bądź przymuszona do jej podjęcia. Epizod służby w armii niemieckiej w czasie wojny nie był niczym niezwykłym na Śląsku i stanowi część życiorysu wielu Ślązaków. Dla przykładu w Wehrmachcie przymusowo służyli m.in.:
- Gerard Cieślik – piłkarz, reprezentant Polski 1947-1958,
- Emil Dziwisz – piłkarz Ruchu Chorzów,
- Adolf Fierla – poeta i pisarz,
- Henryk Ganzera – zapaśnik, uczestnik IO w Amsterdamie,
- Edmund Giemsa – piłkarz, reprezentant Polski 1933-1939,
- Zygfryd Golaś – górnik i poseł na Sejm PRL,
- prof. Franciszek Hawranek – wicedyrektor Instytutu Śląskiego,
- Stanisław Kiermaszek – wojewoda katowicki w latach 1975–1978,
- prof. Jan Kisza – technolog żywności i żywienia,
- Karol Kossok – piłkarz, reprezentant Polski 1928-1932,
- Jerzy Krasówka – piłkarz, reprezentant Polski 1949-1953,
- Piotr Linkert – działacz Związku Polaków w Niemczech,
- Józef Langosz – górnik i poseł na Sejm PRL,
- Stanisław Matyja – przywódca robotniczych wystąpień Poznańskiego Czerwca 1956,
- Piotr Mazelon – górnik i poseł na Sejm PRL,
- Karol Musioł – przewodniczący Prezydium MRN w Opolu, twórca opolskich festiwali,
- Józef Muskała – piłkarz,
- Władysław Niedoba – reżyser,
- Hubert Okwieka – górnik i poseł na Sejm PRL,
- Edmund Osmańczyk – poseł na Sejm PRL, senator I kadencji,
- Karol Pazurek – piłkarz, reprezentant Polski 1927-1935,
- Władysław Planetorz – podharcmistrz Związku Harcerstwa Polskiego w Niemczech[9],
- Albin Siekierski – pisarz, scenarzysta i poseł na Sejm PRL,
- Jerzy Snoppek – pięściarz,
- Wilhelm Szewczyk – śląski pisarz, poseł na Sejm, członek egzekutywy KW PZPR,
- Roman Träger – polski oficer wywiadu,
- Teodor Wieczorek – piłkarz, reprezentant Polski 1949–1953,
- Gerard Wodarz – piłkarz, reprezentant Polski 1932–1939.

### Pomorze, Kujawy, Wielkopolska

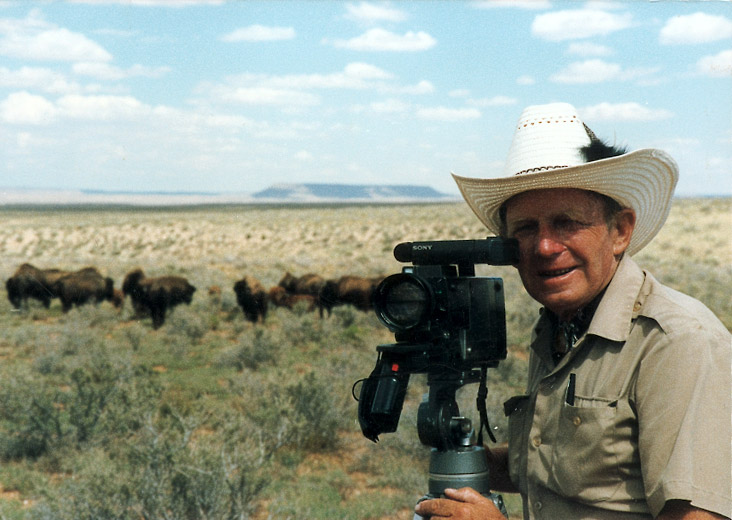
Tony Halik

Ponadto z Pomorza, Kujaw i Wielkopolski wcieleni zostali m.in.:
- Tony Halik – podróżnik, autor programów telewizyjnych,
- gen. Sylwester Kaliski – rektor Wojskowej Akademii Technicznej,
- abp Szczepan Wesoły – wieloletni watykański duszpasterz polskiej emigracji[8],

## Status poborowych pochodzenia polskiego
Status i traktowanie żołnierzy Wehrmachtu pochodzenia polskiego przez niemieckie dowództwo zależały od kilku czynników, głównie od przynależności poborowych do konkretnych grup volkslisty. Członkowie III grupy Niemieckiej Listy Narodowej podlegali wielu obostrzeniom, wynikającym z nieufności władz co do ich lojalności wobec III Rzeszy. Ze wcielonych do Wehrmachtu nie wolno było tworzyć odrębnych pododdziałów, rozdzielając ich w miarę możliwości pojedynczo lub po kilku w plutonie (2–3 osoby). Oprócz tego, zgodnie z zarządzeniem z 25 listopada 1942, za próby łamania dyscypliny, usiłowania dezercji lub sabotażu przynależnych do III grupy karano śmiercią.
Powołanych do służby wojskowej kierowano od roku 1943 do różnych formacji służących na terenie Rzeszy i państw okupowanych. Powodem, dla którego rozrzucano ich po całej Europie, była obawa niemieckiej administracji przed możliwością popełnienia przez wcielonych dezercji. W tym przypadku represjom podlegali również bliżsi i dalsi członkowie rodzin dezerterów. Możliwość awansu dla osób z poboru ograniczono do stopnia starszego strzelca. Przedwojenni obywatele polscy nie trafiali też do jednostek elitarnych lub Waffen-SS. Wyjątkiem w tym wypadku byli przedstawiciele mniejszości niemieckiej posiadający przedwojenne obywatelstwo polskie, których werbowano jako „czystych rasowo” do Waffen-SS. Przykładowo w latach 1940–1941 w wyniku sporów kompetencyjnych oraz rywalizacji gubernatora Hansa Franka z Friedrichem Krügerem kilkuset członków formacji Sonderdienst zasiliło Waffen-SS.
Poborowi o zbyt polskim nazwisku początkowo musieli się liczyć z koniecznością jego zmiany na niemiecko brzmiące, gdyż dotychczasowe brzmienie nastręczało jego posiadaczowi wielu trudności. Z biegiem czasu odstępowano od tego procederu, pozostawiając nazwisko niemal niezmienione.

## Statystyka
Przybliżoną liczbę Polaków i obywateli polskich wcielonych do armii niemieckiej szacuje się na ok. 375 000, co stanowiło w sumie ok. 2% ogólnej sumy wszystkich żołnierzy Wehrmachtu. W liczbie tej przedwojennych obywateli polskich było ok. 225 000 (stanowili oni w sumie 1,26% ogólnej liczby żołnierzy Wehrmachtu), a przedwojennych obywateli III Rzeszy o polskich korzeniach ok. 150 000 (ok. 0,84% ogólnej sumy rekrutów).
Analizując dalsze losy, w grupie tej można wyróżnić następujące trzy podgrupy:
- 89 600 (ok. 23,89% ogólnej sumy wcielonych do Wehrmachtu) w trakcie działań wojennych lub w wyniku dezercji dostało się do niewoli alianckiej, a następnie zostało wcielonych do Polskich Sił Zbrojnych,
- 225 400 (ok. 60,11%) zginęło lub zaginęło na wszystkich frontach II wojny światowej, lub też zostało wziętych do niewoli na froncie zachodnim, ale nie zostało wcielonych do Polskich Sił Zbrojnych,
- 3000 (ok. 0,8%) zostało wcielonych do Ludowego Wojska Polskiego.

Pomorscy dezerterzy i poborowi uchylający się od służby w Wehrmachcie, zasilili ponadto licznie oddziały partyzanckie Armii Krajowej i Tajnej Organizacji Wojskowej „Gryf Pomorski” w Borach Tucholskich. Dezerterów z Wehrmachtu spotykano także w oddziałach partyzanckich działających w innych regionach Polski – nawet na Kresach Wschodnich.

## Polscy jeńcy z Wehrmachtu wcieleni do Polskich Sił Zbrojnych
| Dezerterzy z Wehrmachtu                                                                         | 89 300  | (35,8%) |
| Ewakuowani z ZSRR w 1941                                                                        | 83 000  | (33,7%) |
| Ewakuowani z Francji w 1940                                                                     | 35 000  | (14,0%) |
| Uwolnieni jeńcy wojenni                                                                         | 21 750  | (8,7%)  |
| Uciekinierzy z okupowanej Europy                                                                | 14 210  | (5,7%)  |
| Rekruci z Francji                                                                               | 7000    | (2,8%)  |
| Polonia z Argentyny, Brazylii i Kanady                                                          | 2290    | (0,9%)  |
| Polonia z Wielkiej Brytanii                                                                     | 1780    | (0,7%)  |
| Razem                                                                                           | 249 000 |         |
| Dezerterzy z Wehrmachtu stanowili 89 300 (35,8%) żołnierzy Polskich Sił Zbrojnych na Zachodzie. |         |         |

Źródło:
Jeńcy oraz dezerterzy z Wehrmachtu, a także robotnicy przymusowo wcieleni do Organizacji Todta narodowości polskiej służyli praktycznie we wszystkich jednostkach Polskich Sił Zbrojnych. Dezerterzy z Wehrmachtu stanowili 89 300 (35,8%) żołnierzy Polskich Sił Zbrojnych. Najliczniejsza grupa została włączona do 2 Korpusu Polskiego oraz 1 Dywizji Pancernej. Polacy z Wehrmachtu służyli także w lotnictwie (głównie jako personel naziemny), 1 Samodzielnej Brygadzie Spadochronowej, marynarce wojennej, a także w I i III Korpusie Polskim, wnosząc istotny wkład w walkę z III Rzeszą.
Żołnierze ci już od 1939 roku stanowili oddziały pomocnicze, techniczne, a także bezpośrednio uczestniczyli w walce, stanowiąc uzupełnienia Armii Polskiej na Zachodzie.

## Po wojnie
Po zakończeniu wojny byłych żołnierzy Wehrmachtu polskiego pochodzenia nie spotkały w Polsce Ludowej masowe represje ze strony komunistycznej władzy (zdarzały się co najwyżej jednostkowe przypadki osobistego odwetu). Większym problemem był ostracyzm i pogarda, które spadły na wielu przymusowo wcielonych do Wehrmachtu Polaków – zwłaszcza ze strony napływowej ludności, która licznie osiedlała się na Śląsku, czy Pomorzu po 1945 roku. Ponadto fakt służby kilkuset tysięcy Polaków w szeregach Wehrmachtu przez dziesięciolecia stanowił w Polsce temat tabu – postrzegany jako wstydliwy i zazwyczaj pomijany milczeniem. Weterani Wehrmachtu i ich rodziny zazwyczaj skrzętnie unikali jakichkolwiek wzmianek o owej „plamie na życiorysie”.
Tematyka związana z kwestią Volksdeutschów oraz przyjmowania volkslisty była jednak w PRL cały czas przedmiotem zainteresowania cenzury komunistycznej. Peerelowska cenzura dbała o to aby w ocenie tej tematyki monopol informacyjny miała Polska Zjednoczona Partia Robotnicza. W pierwszej kolejności cenzurowała informacje dotyczące okupacyjnego stanowiska Polskiego Rządu na uchodźstwie, a w drugiej komunistycznych, powojennych represji osób, które ją podpisały. W 1975 r. Główny Urząd Kontroli Prasy, Publikacji i Widowisk ocenzurował artykuł „50 lat diecezji katowickiej” autorstwa J. Pluty zamieszczonego w 50 numerze czasopisma „Gość Niedzielny”. Usunięty fragment przytacza w swojej książce o cenzurze w PRL Tomasz Strzyżewski: „Aby ratować element polski od całkowitego zniszczenia, biskup Adamski w myśl dyrektyw gen. Sikorskiego, poparł przyjęcie przez Ślązaków niemieckiej „Volkliste”. Decyzja ta uratowała wielu ludziom życie, nie uchroniło to jednak biskupa od późniejszych ataków, właśnie ze strony ludzi, którzy zupełnie nie orientowali się w stosunkach okupowanego Śląska”.
Do kwestii służby Polaków w Wehrmachcie wracano w czasach polskich przełomów. W 1958 r. na ekrany kin wszedł film Witolda Lesiewicza pt. Dezerter opowiadający historię Polaka z Pomorza, przymusowo wcielonego do armii niemieckiej. W latach 70. XX w. problem ten przestał być tematem tabu. Kwestię służby wojskowej m.in. Ślązaków w Wehrmachcie opisał szerzej Ryszard Hajduk w wydanej w 1976 r. książce Pogmatwane drogi (wydawnictwo MON).
W ocenie Aleksandry Klich wcielonych do Wehrmachtu mieszkańców polskich ziem zachodnich „Niemcy skazali na śmierć na frontach, a Polacy – na zapomnienie”.

### Kampania prezydencka 2005 i sprawa „Dziadka z Wehrmachtu”
Jeszcze przed opisanymi niżej wydarzeniami powstał film dokumentalny o Polakach w Wehrmachcie pt. Kolumbowie w kolorze feldgrau (2000) w reż. Pawła Woldana oraz Włodzimierza Filipka.
Problem służby kilkuset tysięcy Polaków w szeregach Wehrmachtu zaistniał ponownie w publicznej świadomości na skutek wydarzeń towarzyszących kampanii prezydenckiej 2005. Przed drugą turą wyborów należący do Prawa i Sprawiedliwości poseł Jacek Kurski stwierdził w wypowiedzi dla tygodnika „Angora”, że dziadek Donalda Tuska – kandydata Platformy Obywatelskiej na urząd prezydenta – „zgłosił się na ochotnika do Wehrmachtu”. Później okazało się, że Józef Tusk rzeczywiście został wcielony do armii niemieckiej, ale nie wstąpił do niej jako ochotnik, lecz został powołany do pełnienia służby wojskowej jako obywatel Niemiec (którym stał się automatycznie z chwilą aneksji Wolnego Miasta Gdańska do III Rzeszy).
Ubocznym efektem sprawy „Dziadka z Wehrmachtu” był wzrost zainteresowania problemem służby Polaków w hitlerowskiej armii. Powstał na ten temat m.in. film dokumentalny Dzieci Wehrmachtu w 2010 (wyprodukowany przez Wytwórnię Filmowa Czołówka i TVN Discovery Historia w koprodukcji z Silesia Film, w reż. Mariusza Malinowskiego) oraz szereg artykułów i publikacji w prasie oraz pismach fachowych.
Wśród osób publicznych, których przodkowie zostali przymusowo wcieleni do Wehrmachtu, należą m.in. dziennikarz Dariusz Dyrda (ojciec), piłkarz reprezentacji Polski Kamil Glik (dziadek), ks. prałat Henryk Jankowski (ojciec), reżyser teatralny Grzegorz Jarzyna (dziadek), filmowiec Józef Kłyk (ojciec), poseł na Sejm RP Alojzy Lysko (ojciec), dziennikarz telewizyjny Robert Kantereit (dziadek), trener Antoni Piechniczek (ojciec), pisarz Jerzy Pilch (ojciec), czy pisarz Szczepan Twardoch (dziadek).

### Wystawa „Nasi chłopcy”
11 lipca 2025 r. w Ratuszu Głównego Miasta w Gdańsku otwarto wystawę czasową „Nasi chłopcy. Mieszkańcy Pomorza Gdańskiego w armii III Rzeszy” przygotowaną przez Muzeum Gdańska we współpracy z Muzeum II Wojny Światowej w Gdańsku i Centrum Badań Historycznych Polskiej Akademii Nauk w Berlinie. Ekspozycja miała na celu zaprezentowanie losów dziesiątek tysięcy mieszkańców Pomorza, którzy najczęściej pod przymusem, zostali wcieleni do armii III Rzeszy, oraz emocji, napięć, wyrzutów sumienia i przemilczeń, które przez kolejne dekady towarzyszyły tym historiom. Tytuł wystawy nawiązuje do terminu Ons Jongen określającego Luksemburczyków, którzy w trakcie wojny znaleźli się w podobnej sytuacji.
Wystawa wywołała szeroką dyskusję wśród polityków i części społeczeństwa. Spotkała się z krytyką ze strony środowisk prawicowych. 15 lipca odbył się protest przeciwko ekspozycji zorganizowany przez fundację „Łączy Nas Polska”, na którym nawoływano do zmiany tytułu i korekty jej treści, a poseł Kacper Płażyński zażądał zamknięcia wystawy.
Ekspozycję skrytykowali także m.in. prezydent Andrzej Duda, wicepremier, szef MON Władysław Kosiniak-Kamysz, były szef MON Mariusz Błaszczak i prezes PIS Jarosław Kaczyński, którzy zarzucili autorom wystawy fałszowanie i relatywizowanie historii.
W obronie organizatorów wystawy stanęło Ministerstwo Kultury i Dziedzictwa Narodowego wskazując, że ekspozycja przywraca pamięć o Polakach, którym podmiotowość została przemocą odebrana, i o których na całe dekady zapomniano.
Prof. Marek Wilczyński z Uniwersytetu Warszawskiego oraz prof. Miłosława Borzyszkowska-Szewczyk, związana z Uniwersytetem Gdańskim oraz Instytutem Kaszubskim, wystosowali list otwarty oraz petycję w obronie wystawy domagając się zaprzestania nagonki na rzetelne świadectwo losów tej grupy ludzi oraz postulując, by włączyć pamięć pograniczy w ogólnopolską opowieść o przeszłości Polski, integrującą regionalnie zróżnicowane doświadczenia jej obywateli.
Wsparcie dla organizatorów wystawy wyraził także prezes Zrzeszenia Kaszubsko-Pomorskiego Jan Wyrowiński podkreślając, że Pomorzanie i Kaszubi wcielani do armii III Rzeszy byli ofiarami niemieckiej zbrodni wojennej, a nie zdrajcami narodu.
W wyniku politycznego sporu zwiększyło się zainteresowanie wystawą. Liczba odwiedzających wzrosła z ok. 300 do ok. 1300 dziennie.